# Lieven Boeve
Lieven Boeve (Veurne, 10 april 1966) is een Belgisch katholiek theoloog en was van 2014 en tot met augustus 2024 namens de Belgische Bisschoppenconferentie directeur-generaal van Katholiek Onderwijs Vlaanderen.

## Levensloop
Boeve studeerde aan het bisschoppelijk college in Veurne en theologie aan de Katholieke Universiteit Leuven. 
In 1995 promoveerde Boeve tot doctor in de Godgeleerdheid met een proefschrift over de receptie van de postmoderniteit in de theologie, getiteld: ‘Spreken over God in “open verhalen”. De theologie uitgedaagd door het postmoderne denken’. In 1997 werd hij deeltijds docent aan de Katholieke Universiteit Leuven en vanaf 1999 voltijds docent. Van 1998 tot 2003 doceerde hij ook aan de Theologische Faculteit van de Université catholique de Louvain. Aan de KU Leuven werd hij hoofddocent in 2001, hoogleraar in 2004 en gewoon hoogleraar fundamentele theologie in 2007. In 2008 werd hij decaan van de Faculteit Theologie en Religiewetenschappen Leuven. In 2012 werd hij voorzitter van het Academisch Vormingscentrum voor Leraren. Op 1 augustus 2014 legde hij deze functies neer om Mieke Van Hecke op te volgen als directeur-generaal van het Vlaams Secretariaat van het Katholiek Onderwijs, dat in 2015 werd herdoopt tot Katholiek Onderwijs Vlaanderen. Vanaf 1 augustus 2024 werd hij in die functie opgevolgd door Bruno Vanobbergen.
In 2000 vormde hij de onderzoeksgroep Theologie in een postmoderne context, in het kader waarvan een tiental onderzoeks- en doctoraatsprojecten lopen, onder meer over de studie van de ‘theologische methode’, christelijk geloof in de actuele cultuur, de verhouding tussen filosofie en theologie enz. Ondertussen is hij ook coördinator van de GOA-onderzoeksgroep The Normativity of History (historisch-systematisch onderzoek), en van de interdisciplinaire onderzoeksgroep Anthropos. Van 2005 tot 2009 was Boeve internationaal voorzitter van de Europese Vereniging voor Katholieke Theologie.

## Publicaties
In 1999 verscheen Onderbroken traditie. Heeft het christelijke verhaal nog toekomst?, gevolgd door een tweede meer methodologisch werk over de verhouding tussen theologie en actuele context: God onderbreekt de geschiedenis. Theologie in tijden van ommekeer. Hij is de editor van heel wat verzamelbundels en in 2013 gaf hij samen met Mathijs Lamberigts en Terrence Merrigan Tradition and the Normativity of History uit. In 2014 verschijnt van zijn hand Lyotard and Theology, Beyond the Master Narrative of Love. Daarnaast publiceerde Boeve ook heel wat artikelen in wetenschappelijke tijdschriften en verzamelbundels.

## Personalia
Lieven Boeve woont in Leuven, is gehuwd en vader van drie kinderen.
- Bibliothèque nationale de France: cb125569995 (data)
- CiNii: DA13417230
- Digitale Bibliotheek voor de Nederlandse Letteren: boev003
- Gemeinsame Normdatei: 1023978342
- International Standard Name Identifier: 0000 0001 1556 9265
- Library of Congress Control Number: n96027851
- Nationale Bibliotheek van Tsjechië: uk2005277834
- Nationale Bibliotheek van Israël: 987007310133705171
- Nederlandse Thesaurus van Auteursnamen: 137192568
- Système universitaire de documentation: 066846110
- Virtual International Authority File: 59199668
- WorldCat: E39PBJxxhTwhRXtqwk973k6Yfq